# Les Scouts
Les Scouts - Fédération des Scouts Baden-Powell de Belgique' (De Scouts - Belgische Baden-Powell Scoutsfederatie) of kortweg Les scouts is de belangrijkste Franstalige en  Duitstalige scoutsfederatie in België.
De federatie werd opgericht in 1912 en maakt deel uit van de Gidsen- en Scoutsbeweging in België. De federatie is erkend door de World Organization of the Scout Movement.

## Geschiedenis
Les Scouts ontstonden als onafhankelijke federatie pas in 1929, toen de nationale federatie voor katholieke scouts opsplitste in een Nederlandstalig en een Franstalig gedeelte. Zo werd de Fédération des Scouts Catholiques (FSC) geboren. Tegelijkertijd ontstond VVKS, de voorganger van Scouts en Gidsen Vlaanderen.
Net zoals in Vlaanderen werd de federatie in 1973 gemengd, evenwel zonder de verplichting dat elke groep deze gemengde werking moest overnemen. Sinds de jaren 70 ontstond de trend om de katholieke inslag van de groepering wat af te zwakken. Dit leidde in 1999 tot hun huidige naam en tevens hun bijnaam Les scouts, waarin het woordje katholiek is weggelaten.

## Structuur
Les Scouts tellen een kleine 48.300 leden, leiding inbegrepen, verdeeld over zo'n 405 lokale groepen (in het Frans "unités" (eenheden) genoemd). Net zoals in Nederland of Vlaanderen kent men ook hier (spel)takken (branches).

### Takken
| Leeftijd   | Taknaam                    |
| ---------- | -------------------------- |
| 6-8 jaar   | Baladins                   |
| 8-12 jaar  | Louveteaux                 |
| 12-16 jaar | Éclaireurs (scouts/guides) |
| 16-18 jaar | Pionniers                  |